# Țerkovski, Burgas
Țerkovski (în bulgară Церковски) este un sat în comuna Karnobat, regiunea Burgas,  Bulgaria. 

## Demografie
Componența etnică a satului Țerkovski
     Bulgari (92,85%)
     Turci (2,19%)
     Romi (3,29%)
     Nicio identificare (0%)
     Altele (1,64%)
La recensământul din 2011, populația satului Țerkovski era de 182 locuitori. Din punct de vedere etnic, majoritatea locuitorilor (92,85%) erau bulgari, existând și minorități de romi (3,29%) și turci (2,19%). Pentru 0% din locuitori nu este cunoscută apartenența etnică.